# Dendrobium pachythrix
Dendrobium pachythrix är en orkidéart som beskrevs av Thomas M. Reeve och Patrick James Blythe Woods. Dendrobium pachythrix ingår i släktet Dendrobium, och familjen orkidéer.
Artens utbredningsområde är Papua Nya Guinea. Inga underarter finns listade i Catalogue of Life.